# Margitligeti homokköves-fülke
A Margitligeti homokköves-fülke a Duna–Ipoly Nemzeti Park területén lévő Pilis hegységben, az Oszolyon található egyik barlang.

## Leírás
Csobánka külterületén, a Margit-ligettel szemben elhelyezkedő sziklaszirt tetejétől D-re kb. 20 m-re, 5 m-rel lejjebb található. A Negyedhármas-barlangtól a szirt teteje felé elindulva Ny-i irányba a kis ösvényen, pontosan a Margitligeti homokköves-fülke bejárata előtt lehet feljutni az alsó sziklaborda tetejére. Hátizsáknyi homokkőtömb van beszorulva a bejárat előtt, amely miatt a barlang könnyen azonosítható.
Felső triász dachsteini mészkőben posztgenetikus körülmények között jött létre a 3 m hosszú barlang. Az egyetlen fülkéből és elszűkülő hasadékokból álló barlang bejáratából be lehet látni az egész barlangot. Továbbkutatás szempontjából nincs különösebb jelentősége a barlangnak.
Előfordul az irodalomban Margit-ligeti-Homokköves-fülke (Kraus 1997) néven is.

## Kutatástörténet
Az 1967-ben napvilágot látott Pilis útikalauz című könyvben az jelent meg, hogy az Oszoly Csobánkára néző, Ny-i oldalán, az erdővel körülvett mészkősziklák között több jelentéktelen üreg található.
Az 1974-ben megjelent Pilis útikalauz című könyvben, a Pilis hegység és a Visegrádi-hegység barlangjainak jegyzékében (19–20. old.) meg van említve, hogy a Pilis hegység és a Visegrádi-hegység barlangjai között vannak az Oszoly barlangjai. A Pilis hegység barlangjait leíró rész szerint a Csobánka felett emelkedő Oszoly sziklái között másféltucat kis barlang van. Ezeket a Szpeleológia Barlangkutató Csoport térképezte fel és kutatta át rendszeresen. E kis barlangok többsége nem nagyon látványos, de meg kell említeni őket, mert a turisták, különösen a sziklamászók által rendszeresen felkeresett Oszoly sziklafalaiban, valamint azok közelében némelyikük kitűnő bivakolási lehetőséget nyújt.
Az 1991-ben megjelent útikalauzban meg van ismételve az 1974-es útikalauznak az Oszoly barlangjait bemutató általános ismertetése. Az 1996. évi barlangnapi túrakalauzban meg van ismételve az 1991-ben kiadott útikalauzban található leírás, amely az Oszoly barlangjait általánosan ismerteti. 1997. május 31-én Kraus Sándor rajzolta meg a Margit-ligeti Homokköves-barlang alaprajz térképét keresztmetszettel.
1997. május 31-én Kraus Sándor rajzolt helyszínrajzot, amelyen a Margit-ligeti-szirt barlangjainak földrajzi elhelyezkedése van ábrázolva. A helyszínrajz egy 1997. május 29-ei bejáráson alapul. A helyszínrajzon látható a Homokköves névvel jelölt barlang földrajzi elhelyezkedése. Kraus Sándor 1997. évi beszámolójában az olvasható, hogy az 1997 előtt ismeretlen Margit-ligeti-Homokköves-fülke nevű barlangnak 1997-ben készült el a térképe. A jelentésbe bekerült az 1997-es helyszínrajz. A 2005-ben megjelent Magyar hegyisport és turista enciklopédia című könyvben meg van említve, hogy az Oszoly erdejében elszórtan sziklatömbök és kis barlangnyílások váltogatják egymást.